# Рогачёвский музей народной славы
Рогачёвский музе́й наро́дной сла́вы (бел. Рагачоўскі музей народнай славы) —  музей исторического профиля в городе Рогачёве Гомельской области Беларуси.

## История
В 1962 году решением Рогачёвского районного совета депутатов трудящихся в городе был создан историко-краеведческий музей на общественных началах. Его основателем и первым директором был краевед, один из организаторов партизанского движения на Рогачёвщине, Семен Матвеевич Свердлов. Большую помощь по сбору материалов оказывал ему Карп Михайлович Драчев, бывший комиссар Журавичской партизанской бригады.
В 1967 году решением Совета Министров БССР на базе историко-краеведческого в городе был открыт музей народной славы, а с 3 октября этого же года были утверждены кадры и штатное расписание. В апреле 1970 года была открыта для посетителей первая экспозиция, состоящая из двух залов: «Революционные события на Рогачёвщине» и «Великая Отечественная война и освобождение города и района», которая занимала площадь 58 кв. м., а вся площадь музея состояла из 82 кв. м.
В ноябре 1991 года музею Народной Славы выделено для размещения новой экспозиции здание бывшего банка, которое требовало ремонта и реконструкции.
В октябре 1995 года после реконструкцию здания музей переехал из старого в отремонтированное помещение. С 1996 года по июнь 2000 года велись художественно-оформительские работы по созданию новой экспозиции и залов музея. Художественное оформление новой экспозиции музея производил художник Храмцевич Валерий Павлович (Минский художественный комбинат), в оформлении музея и новой экспозиции принимали участие местные жители: Малиновский Борис Павлович, Поладенко Евгений Ильич, Поладенко Владимир Ильич, Лупсяков Анатолий Александрович, Шерстнев Валерий Николаевич, Бравый Михаил Васильевич, а также научный сотрудник Академии наук РБ Езепенко Игорь Николаевич. Открытие музея состоялось 2 июля 2000 года.

## Экспозиция
В фойе посетители могут увидеть историю Рогачёва на фризе, над которым работал краевед и художник В.И. Поладенко. В настоящее время в Рогачёвском музее Народной Славы представлены следующие экспозиции:
«Археология» - представлены материалы периода верхнего палеолита, мезолита, неолита, бронзового и железного веков на территории Рогачёвского района, истории Замковой горы, древних славянах, а также о вхождении Рогачёвщины в состав Великого княжества Литовского, Речи Посполитой, Российской империи. Среди наиболее ценных и интересных экспонатов, представленных в экспозиции, – роговая муфта сверленая (мезолит), погребальный комплекс среднеднепровской археологический культуры, заготовка литейной формы для отливки креста со знаком «рыба», ринграф Барской конфедерации.
«Великая Отечественная война» - экспонируются материалы о боях за город в 1941 году, 63-м стрелковом корпусе генерал-лейтенанта Л.Г. Петровского, подпольном и партизанском движении, юных патриотах, узниках концлагерей, освобождении города и района от немецко-фашистских захватчиков, Героях Советского Союза – земляках и участниках освобождения Рогачёвщины. Наиболее интересные экспонаты в этой экспозиции – партизанская почта, фляга с нацарапанным адресом солдата, санитарная сумка с медицинскими инструментами медсестры Дычковой Н.И, почетная грамота и вымпел, которыми был награжден город Рогачёв за мужество и стойкость, проявленные в годы Великой Отечественной войны.
«Этнография» - знакомит посетителей с атрибутами сельского быта, ткачеством, сельскохозяйственным инвентарем. В экспозиции представлены рушники с характерными для Рогачёвщины узорами.
«Городской быт начала 20 века» - представлен интерьер городского жилища.
Отдельный зал музея используется для временных выставок.

## Коллекции
Основной фонд Рогачёвского музея Народной Славы (РМНС) на 01.01.2019 г. составляет 28943 музейных предмета, научно-вспомогательный фонд 16635 музейных предметов. Все предметы основного фонда музея разделены на 40 коллекций. Самые крупные коллекции музея: «Археология», «Личные документы», «Нумизматика», «Фалеристика», «Печатные издания», «Фотографии». Большую ценность представляют коллекции икон и старинных изданий, а также кладов монет и оружия. Уникальна коллекция, представляющая работы российских и белорусских художников, а также рогачёвских художников, особенно ценна коллекция работ Анатолия Каплана. В государственный каталог Музейного фонда Республики Беларусь включены 27 музейных предметов.

## Филиал музея в п. Ильич
В поселке Ильич Рогачёвского района расположен филиал Рогачёвского музея Народной Славы. Ильичёвский филиал музея преобразован из школьного музея В.И.Ленина (созданного в 1963 году) на основании письма Министерства культуры БССР, письма управления культуры и распоряжения горисполкома в 1989 году. Первоначально филиал находился в одной комнате и коридоре школы площадью 150 м.кв. В 1990 году Рогачёвскому музею Народной Славы были переданы собранные Ильичевской средней школой материалы по истории школы и поселка Ильич. Началось строительство здания для размещения филиала музея, который впоследствии расположился во дворе школы пос. Ильич Рогачёвского района. Началась работа по созданию экспозиции филиала музея в построенном помещении, оформлялись залы: «Жизнь селян», «Истории поселка Ильич», «Истории Ильичевской школы». В музее открыта экспозиция «Драўляныя карункі», посвященная деревянному зодчеству, традиции украшения домов наличниками, ставнями.  

## График работы, контакты
Время работы: понедельник - с 8.30 до 17.30, вторник-пятница - с 8.30 до 18.00, суббота-воскресенье – с 09.00 до 18.00. Контакты: (802339) 2-90-18 (директор), 2-09-08 (научные сотрудники).
С 1962 по 1971 годы директором музея работал Семен Матвеевич Свердлов, с 1971 года — Зоя Михайловна Гончарова, с 1972 по 1986 — Анна Михайловна Иванова, с 1986 по 2006 год — Антонина Юрьевна Васькова, с 2006 по 2010 год — Андрей Иванович Чернявский, с 2010 по 2016 — Михаил Анатольевич Ларичков, с 2016 по 2017 - Олег Васильевич Вороненко, с октября 2017 года - Анна Сергеевна Яремчик, с сентября 2021 - Марина Владимировна Залужная.